# Hardt (topónimo)
Hardt es una palabra alemana que viene del alemán antiguo o alemán medio y refiere a boscaje, bosque montañoso, terreno boscoso, pasto boscoso. Deriva originalmente de una palabra germánica haruþ (también inglés antiguo) que significa colina boscosa.
El sustantivo (si es femenino o masculino, o incluso neutro, depende de la región) es un topónimo o forma parte de topónimos. Existen diversas variantes lingüísticas y ortográficas como Hard, Hart, Harz, Haardt. 

## Ejemplos
- Hardt en la Selva Negra ubicado en el paisaje homónimo Hardt que forma parte del Jura de Suabia[4]
- Hardt, nombre de un antiguo barrio de Mönchengladbach que en la actualidad pertenece a Mönchengladbach-Norte[5]
- Hardt (Westerwald), municipio en Renania-Palatinado
- Hardtberg y Hardthöhe, barrios de Bonn
- Murrhardt, pequeña ciudad aproximadamente 40 km al noreste de Stuttgart
- Hardt, parque y colina en Wuppertal[6]

## Otros usos
Hardt es también un apellido alemán